# Ero koreana
Espèce
Synonymes
- Ermetus inopinabilis Ponomarev, 2008

Ero koreana est une espèce d'araignées aranéomorphes de la famille des Mimetidae.

## Distribution
Cette espèce se rencontre en Corée du Sud, au Japon, en Chine, en Mongolie, au Kazakhstan, en Russie, en Géorgie, en Ukraine et en Bulgarie.

## Description
La femelle holotype mesure 5,56 mm.
Le mâle décrit par Kim et Ye en 2016 mesure 4,06 mm.

## Systématique et taxinomie
Cette espèce a été décrite par Paik en 1967. Elle est placée dans le genre Ermetus par Lissner en 2018 puis replacée dans le genre Ero par Benavides et Hormiga en 2020.
Ermetus inopinabilis a été placée en synonymie par Lissner en 2018.

## Étymologie
Son nom d'espèce lui a été donné en référence au lieu de sa découverte, la Corée.

## Publication originale
- Paik, 1967 : The Mimetidae (Araneae) of Korea. Theses collection of Kyungpook University, vol. 11, p. 185-196.